# Asmate germanae
Asmate germanae là một loài bướm đêm trong họ Geometridae.